# Фрезах
Фрезах (нім. Fresach) — місто у федеральній землі Каринтія, Австрія.
| Австрія | Це незавершена стаття з географії Австрії. Ви можете допомогти проєкту, виправивши або дописавши її. |